# Aditi
Aditi (sanskrt अदिति = „beskrajna”) božica je iz hinduističke mitologije. U Vedama je spomenuta kao majka bogova (deve), povezana s mističnim govorom. Viđena je kao avatar velike božice Sarasvati ili kao ženska verzija Brahme.
Prema svetom tekstu Matsya Purana, Aditi je kći boga Dakshe i božice Panchajani te tako polusestra Sati. Enigmatični redak Rgvede spominje da je „Daksha rođen od Aditi, a Aditi od Dakshe”, što je u teozofiji viđeno kao spominjanje božanske mudrosti.
Aditi se udala za mudraca Kashyapu te je njihov sin Surya (Sunce). Naziv Âditya („Aditina djeca”) koristi se za nekoliko bogova. U nekim tradicijama, Aditye su viđeni kao avatari Višnua.
Aditin je zavjet zvan Payovrata.